# Filain (Aisne)
Filain korábbi község Franciaországban, Aisne megyében. Lakosainak száma 121 fő (2022. január 1.). Filain Aizy-Jouy, Monampteuil, Ostel és Pargny-Filain községekkel határos.
2025. január 1-jén Pargny-Filain korábbi községgel egyesült és az így létrejött Pargny-et-Filain új község része lett.

## Népesség
A település népességének változása:
| Lakosok száma | 98   | 81   | 85   | 119  | 133  | 131  | 129  | 120  | 118  | 121  |
|               | 1968 | 1982 | 1990 | 2006 | 2013 | 2015 | 2017 | 2019 | 2020 | 2022 |